# Tillandsia tenuifolia
Tillandsia tenuifolia es una especie de planta epífita dentro del género  Tillandsia, perteneciente a la  familia de las bromeliáceas. Es originaria de Sudamérica y las Indias Occidentales.

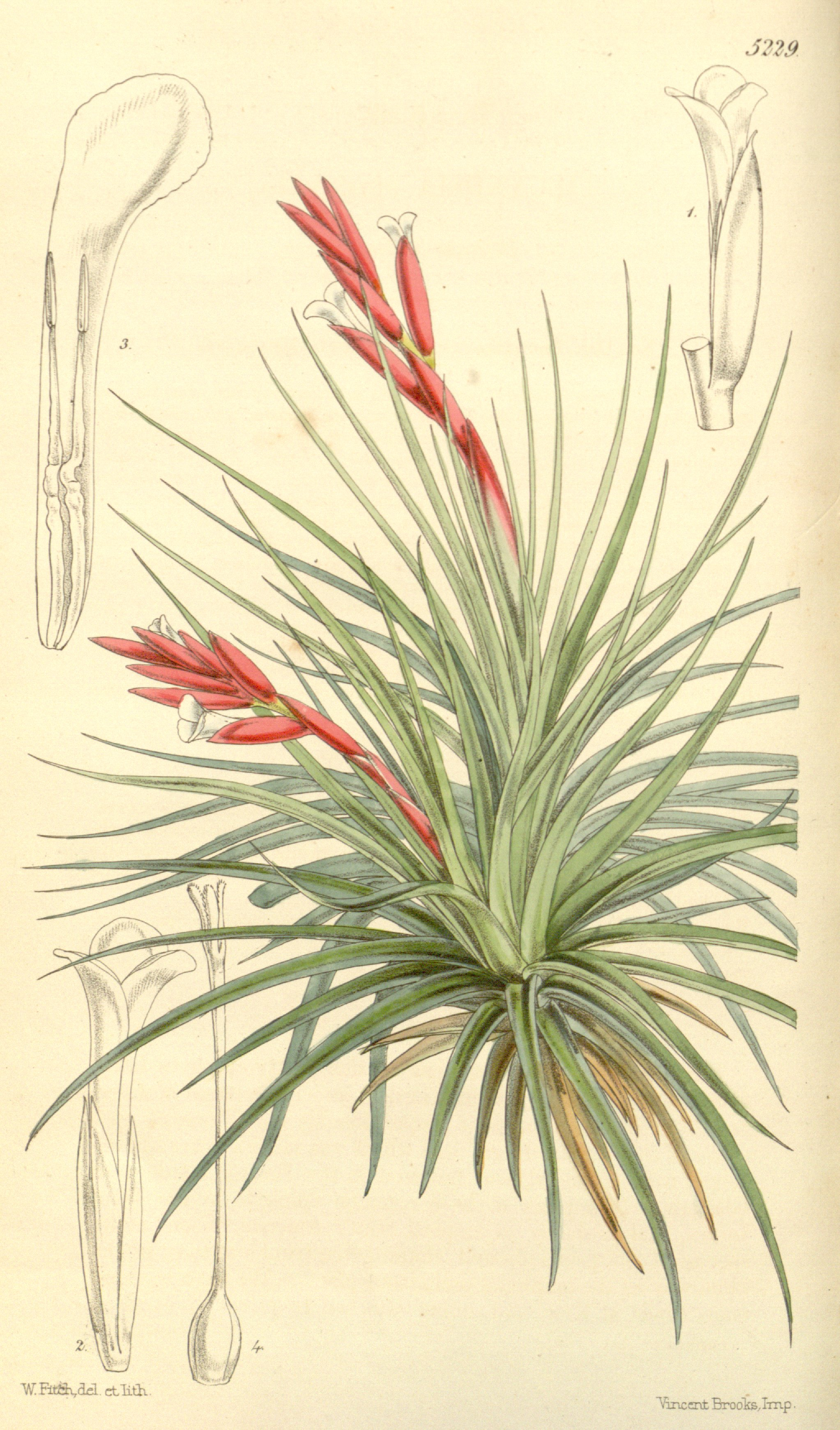
Ilustración

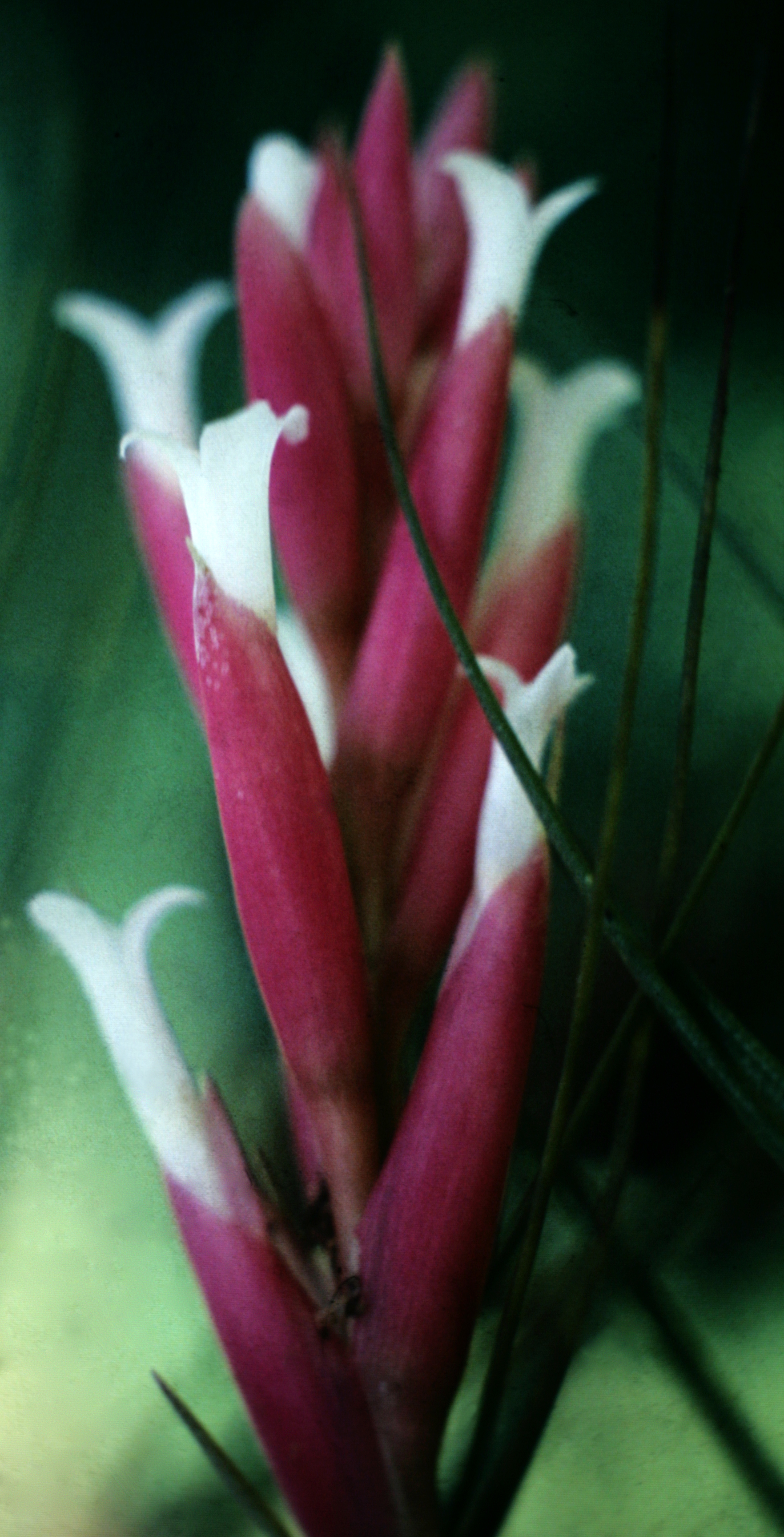
Inflorescencia

## Cultivares
- Tillandsia 'Bingo'[6]
- Tillandsia 'Bonsall Beauty'[6]
- Tillandsia 'Coconut Ice'[6]
- Tillandsia 'Emerald Forest'[6]
- Tillandsia 'Flamingoes'[6]
- Tillandsia 'Gildora'[6]
- Tillandsia 'Green Goddess'[6]
- Tillandsia 'Hoja Gorda'[6]
- Tillandsia 'Perky Pink'[6]
- Tillandsia 'Sexton'[6]
- Tillandsia 'Silver Comb'[6]

## Taxonomía
Tillandsia tenuifolia fue descrita por Carlos Linneo y publicado en Species Plantarum 1: 286. 1753.
Etimología
Tillandsia: nombre genérico que fue nombrado por Carlos Linneo en 1738 en honor al médico y botánico finlandés Dr. Elias Tillandz (originalmente Tillander) (1640-1693).
tenuifolia: epíteto latíno que significa "con hojas delgadas"
Variedades aceptadas
- Tillandsia tenuifolia var. disticha (L.B.Sm.) L.B.Sm.
- Tillandsia tenuifolia var. saxicola (L.B.Sm.) L.B.Sm.
- Tillandsia tenuifolia var. vaginata (Wawra) L.B.Sm.

Sinonimia
- Anoplophytum pulchellum (Hook.) Beer
- Diaphoranthema subulata (Vell.) Beer
- Tillandsia appariciana E.Pereira
- Tillandsia astragaloides Mez
- Tillandsia autumnalis F.Muell.
- Tillandsia firmula Mez
- Tillandsia pernambucensis E.Pereira
- Tillandsia pseudostricta Chodat & Vischer
- Tillandsia pulchella Hook.
- Tillandsia pulchella var. surinamensis Mez
- Tillandsia pulchella f. surinamensis (Mez) Luetzelb.
- Tillandsia pulchra Hook.
- Tillandsia pulchra var. amoenum Baker
- Tillandsia pulchra var. patens Wittm.
- Tillandsia stricta var. caulescens Baker
- Tillandsia subulata Vell.
- Tillandsia surinamensis Mez[9][10]